# ブラッディロア
『ブラッディロア』（BLOODY ROAR）は、ライジング開発、エイティング販売（家庭用はハドソン販売）の3D獣化格闘ゲームのシリーズである。第1作が1997年にアーケードで登場、コンシューマーゲームとしても発売され『4』までシリーズを重ねた。

## 概要
「獣化ゲージ」を溜めることにより、登場キャラクターが人間から獣人の姿へ「獣化」するのが特徴。獣化すれば牙や爪などによる攻撃ができ、攻撃力や防御力も大幅に上昇する。そのほか、体力ゲージが一定量回復し、空中コンボが入れられるようになる。

## シリーズ作品
※AC=アーケードゲーム、PS=PlayStation、PS2=PlayStation 2、GC=ニンテンドー ゲームキューブ
- BLOODY ROAR -HYPER BEAST DUEL- （AC：1997年7月7日、PS：1997年11月6日）
  - PS版は1999年10月14日に廉価版「PlayStation the Best」として再発売された。
  - 2008年4月30日にゲームアーカイブス対応ソフトとして配信された。レイティングはCERO：C（15才以上対象）。
- BLOODY ROAR 2 -BRINGER OF THE NEW AGE- （AC：1998年9月10日、PS：1999年1月28日）
- BLOODY ROAR 3 （AC：2000年12月13日、PS2：2001年3月1日）
  - PS2版は2002年5月9日に廉価版「ハドソン・ザ・ベスト」として再発売された。
- BLOODY ROAR extreme （GC：2002年4月27日、Xbox：2003年7月17日）
  - レイティングはCERO：B（12才以上対象）。
- BLOODY ROAR 4 （PS2：2004年5月27日）
  - レイティングはCERO：D（17才以上対象）。

### ブラッディロア
シリーズ1作目。アーケードでの稼動は1997年。アメリカではAC版のタイトルが『Beastorizer』へ変更されていたが、家庭用移植版から日本と同じ『Bloody Roar』となった。
2D格闘ゲーム的なキャンセルや、獣化というパワーアップシステムの要素などで構成されている。獣化した状態でBEAST RAVEを発動させると全身が金色に光り、一定時間キャラクターがスピードアップするため、速さを活かした連続攻撃が可能となる。
後にPlayStationへ移植された。「BEAST RAVEモード」が搭載され、PS版ではこのモードが標準として設定されている。また、BGMもPS版独自のものとなっている（設定でAC版のBGMにも変更可能）。一定の体力で何人の敵を倒せるかを競う「サバイバルモード」が追加されている。ハドソンのPlayStation参入第1弾ソフトとなった。
使うボタンはP（パンチ）、K（キック）、B（ビースト）の3種類。Bボタンを専用のゲージが溜まっている時に使うと、獣化することができる。獣化していられる時間には限りがあるが、その間は特殊な技が使えたり、攻撃力がアップする。そして少しずつ体力が回復するといった恩恵まで受けられるので逆転を狙える事にも繋がるポイントにもなる。
物語的には、国際企業タイロン社が獣人の兵器利用を画策し、そこに巻き込まれるという格闘ゲームとしてはシリアスなもので、PS版で追加されたエンディングにもハードなものが多い。

### ブラッディロア2
前作からグラフィックやスピードを向上し、ビーストドライブという獣化した時にだけ使える強力な必殺技で一発逆転を狙えるようになった。ただし、使用すると獣化が解けてしまうという制限がある。ガードはライトガードとヘビーガードの2種類になった。レバーニュートラルの時は常にライトガードの状態であり、レバー後方かガードボタンの操作でヘビーガードとなる。ライトガードを粉砕するガードブレイク技はヘビーガードでなければ防げないため、2種類のガードを使い分ける必要がある。
獣人状態と人間状態での攻防の差が大きくなり、いかに人間状態で守り、獣人状態で攻めるかが重要になっている。また人間状態の時には技のキャンセルが可能であり、連携攻撃からガードエスケープで抜け出す、それをガードブレイクで崩すといった攻防がある。
物語は、獣人が世間に認知されつつある中で、獣人の権利確立を叫ぶテロ集団「獣人解放戦線」の暗躍に対する主人公たちという構図で、前作から引き続いてシリアスである。
PlayStationへの移植版では、紙芝居的なストーリーモードが追加され、森下直親の手によるイラストで各キャラクターの物語が語られる。また、オープニングテーマには筋肉少女帯の「カーネーション・リインカネーション」が使われている。

### ブラッディロア3
アーケード版は2000年末にナムコ（後のバンダイナムコゲームス）販売で登場。システム基板がPlayStation 2互換のSYSTEM246に代わり、グラフィックの質が大きく向上した。家庭用への移植版もPS2へとプラットフォームを移し、ハドソンのPS2参入第1弾ソフトとなった。なお、リリース直前にライジングがエイティングに吸収合併されたため、本作より開発元のクレジットがEIGHTINGのみとなる。
システムとしてはガードエスケープからギリギリエスケープへの変更、エアコンボシステムの追加、超獣化の追加などが行われ、特にエアコンボシステムはダウン状態の相手にジャンプ攻撃で追撃ができるというもので、コンボの威力が大幅に向上し、結果として攻撃偏重になった部分がある。
物語としては、獣人の身体に紋章が現れその原因を解明するというもので、オカルト的な設定が前作までの路線からは遊離していた。紋章は『extreme』『4』にも受け継がれているが、以降の作品では単なる演出にとどまっている。

### ブラッディロア エクストリーム
この作品から家庭用ゲーム機のみに発売されることとなる。今までのシリーズと異なり、PS系ではなくゲームキューブとXbox向けに発売された。欧米では、GC版のみタイトルが『Bloody Roar: Primal Fury』に変更されている。ハドソン初のGC用ソフトであり、ハドソン唯一のXbox用ソフト。
グラフィックはゲーム機の性能に伴って向上した。シリーズでは唯一、血が吹き出るエフェクトが廃止され、代わりに黄色い火花のようなものが吹き出るようになっている。またゲームキューブ版ではオープニングにセル調のアニメが使われており、Xbox版ではCGムービーになっている。
システム的には、家庭用ゲーム機ということで大幅に変更が加えられた。特に操作系はパッドで操作しやすいように変更されている。また、コマンド投げが追加され、超獣化のリスクがほとんどなくなるなど、ゲームバランスよりはプレイのしやすさ、派手な展開を志向してシステムが組まれている。
物語は獣人王国で行われる獣人トーナメントに参加するというもので、前作までの物語とは明らかに雰囲気が異なった、外伝的なものとなっている。隠しゲストキャラクターとして、漫画『ブラッディロア ザ・ファング』の主人公「ファング」も登場する（欧米GC版を除く）。
なお、GC版はWiiの上位互換機能で遊ぶことができるが、Xbox版はXbox 360の上位互換には対応していない。

### ブラッディロア4
『3』と同じく、再びPlayStation 2用ソフトとして発売された。
血糊の量を売りにするなど、雰囲気面では『3』以前の路線への回帰を志向している。が、一方で前作までで根幹となっていた獣化システムに変更が加えられていたり、声優が変更され、これまで英語で喋っていた一部の登場人物も軒並み日本語で喋るようになっているなど、大幅な変更も目立つ。
家庭用への発売ということで、獣人達の能力を自由に変更できるキャリアモードが追加された。
小倉優子をイメージキャラクターとして起用してキャンペーンが行われた。

## 操作
レバー+4ボタン直列型。それぞれのボタンはG（ガード）、P（パンチ）、K（キック）、B（ビースト）となっている。
ほぼ全員の攻撃技のコマンドが基本的に共通化されており、また徹底して簡略化されている。
- レバーの各方向＋いずれかのボタン
- 下から左、下から右＋いずれかのボタン
- 走り中、ジャンプ中、伏せ中＋いずれかのボタン

連携攻撃については各キャラクターで異なり、またシリーズが進むにつれて例外的なコマンドが増える傾向にあった。
『2』以降からはレバーニュートラルで「ライトガード」、Gを押すかレバー後ろのいずれかで「ヘビーガード」と、とガードの操作方法が複数種類あるのも特徴的である。

## システム
回避手段が豊富であり、ガードは2種類ある。他に「伏せ」という構えが存在し、打点の高い技と投げの両方を回避できる。『2』では「ガードエスケープ」、『3』では「ギリギリエスケープ」、『4』では「カウンターエスケープ」という回避手段がそれぞれに実装されている。「ガード&アタック」や「空中受け身」なども実装されている。
特定の攻撃をコマンド技でキャンセルでき、そのコマンド技がガードボタンで途中止めできる。
その他、ライトガードを崩す「ガードブレイク」、「崩れ」、受け身の取れない「きりもみダウン」、伏せからのみ出せる「伏せ攻撃」、投げのキャンセルや「六合」と呼ばれる特殊連携、無限に続く連携やジャンプでのキャンセルなどのシステムがある。

### 獣化
「獣化ゲージ」を溜めてBボタンを押すことで、人間から「獣人」状態へと変化する。これを獣化と呼ぶ。獣人状態では攻撃力、防御力が上がり、また体力が少しずつ回復するようになる。Bボタンが攻撃ボタンとして利用できることになり、攻撃手段が増える。また、この攻撃はガードされても体力を削ることが可能である。さらに他の技もコマンド技でキャンセルできる技が増え、性能自体が上がる技も存在する。
獣化にはいくつかのパターンがあるが、通常の獣化では一瞬無敵になり、相手を吹き飛ばす、攻撃判定が発生する。また、Bボタンを使用する連携攻撃を出しながら、ダッシュ攻撃を出しながら、コマンド技を出しながら獣化することが可能。
「獣人」状態ではダメージを受けるごとに「獣化ゲージ」を消費し、「獣化ゲージ」がなくなってダウンすると元の（人間）状態に戻る。獣化はエフェクトとあいまってチャンスを演出し、逆に獣化が解けることはピンチを演出する。
ただし、こういった特有の流れは、獣化ゲージがなくても超獣化のできる『extreme』や、獣化のシステム自体が変更されている『4』では失われている。特に『4』ではそれが顕著に見られる。
他に「獣人」状態と引き換えに出せる超必殺技の「ビーストドライブ」がある。これは獣人時のみ使用でき、最大で体力の半分程度を奪うことのできる強力な攻撃だが、使うと人間に戻ってしまう。なお『3』以降は、ビーストドライブを使用すると命中したかどうかに関わらず、体力回復可能部分が全て回復する。

### 超獣化
『3』から登場した要素。一定時間だけ通常の獣化より攻撃力・防御力が大幅にアップし動作のキャンセルが幅広くなり、さらに「ビーストドライブ」が使い放題になる。効果が非常に大きいため、初登場の『3』においては大きなリスクが設定されていたが、続作ではリスクが緩和された。
『3』では一度超獣化するとそのステージでは二度と獣化できなくなった（次のステージ以降では獣化が可能になる）。『extreme』では体力と引き換えなら（獣化ゲージの残りによって体力の減り具合が変わる）いつでも超獣化でき、獣化も何度でも可能となった。また人物によって固有のアビリティが付くようになった。『4』では人間ゲージを全て獣化ゲージに変えた時、超獣化できるようになり超獣化が解けることが無くなった。

## 登場人物
「」は獣化後の姿。身長体重の括弧内は獣化後。

### 『1』より登場
ユーゴ「オオカミ」
本名 - 大神勇吾（おおがみ ゆうご）
国籍：日本
年齢：17 → 22〜
身長：175cm（177cm）→177cm（180cm）
体重：67kg（71kg）→ 81kg（84kg）
声 - 林延年（『1』）、石川英郎（『2』、『3』、『ex』）、高瀬右光（『4』）
行方不明になった父、大神勇二の行方を捜索してタイロン社と対立する。やっと探し当てた父はタイロン社の実験体サンプルにされ、既に亡くなっていた。後日談として、タイロン社崩壊の際に少年を一人引き取り、カケルと名づける。
『2』では、プロボクサーとなり生計を立てていたが、獣人解放戦線にカケルを連れ去られ、彼を取り戻すために解放戦線に戦いを挑むことになる。カケルは毒島に洗脳され、加東流忍術の使い手として彼の前に立ちはだかったが、戦いを通して彼を救うことに成功する。
『3』では、ユーゴは行き場を失った獣人たちを救うべく、人類と獣人の融和を掲げた組織「WOC」のリーダーとなっていたが、自身に「紋章」が表れたことで紋章事件に関わることになった。紋章事件後には自由を求めてリーダーの任を強引にカケルに譲り、世界中で放浪の旅を続ける。
パンチが主体で、『2』以降はボクサースタイルが基本（ただし、蹴り技やコマンド投げ技もある）。『3』以降はパンチ攻撃での素早いラッシュが特徴的。反面、中段技に欠ける部分がある。『extreme』以降は、獣化時における毛の色が銀から黒に変わっている。
登場作品：『1』『2』『3』『extreme』『4』、この他『ドリームミックスTV ワールドファイターズ』へも参戦。
アリス「ウサギ」
本名 - 塚神アリス（つかがみ -）（『1』）、野々村アリス（ののむら -）（『2』以降）
国籍：日本
年齢：17 → 22〜
身長：154cm（155cm）→ 163cm（164cm）
体重：49kg（55kg）→ 53kg（73kg）
声 - かないみか（『1』、『2』、『3』）、浅野るり（『ex』以降）
日本人とアメリカ人のハーフ。『2』以降はミツコの養女になり、彼女の姓である野々村を名乗っている。幼い頃にタイロン社に誘拐され、人造獣人へと改造されるが、脱走し自分と同じ立場であったウリコを救うべく、単身でタイロン社に戦いを挑む。
『2』では、ウリコを救い出したが行き場を失っていたアリスは、ウリコの母親であるミツコに野々村家の養女として引き取られ、看護婦になる。しかしその時に、偶然にも重症で運ばれたユーゴと再会し、ユーゴを放っておけなかったアリスはユーゴを追いかけ、そのまま成り行きで獣人解放戦線との戦いに巻き込まれることになった。
『3』では、解放戦線の事件後にユーゴに協力して「WOC」の一員となるが、自身の身体にも「紋章」が現れ、またしても勝手にいなくなったユーゴを追って紋章事件に巻き込まれる。
『ex』以降は、ユーゴにリーダーの座を押し付けられたカケルの補佐を務めることになる。
ユーゴに想いを寄せているようで、彼を心配して何度も後を追っている。
ヒロインでありながら攻撃力は乏しく、一方で動作が俊敏なため、攻撃を連携技でつなぐことが基本戦法となる。特に、獣化前はガードブレイク技がほとんどないほど非力。獣化後は蹴り攻撃に特化し、ジャンプ力が大幅に高くなる。連携→連携でラッシュをかけやすくなり、獣化状態をいかに生かせるかが、ポイントとなる。
登場作品：『1』『2』『3』『extreme』『4』
ロン「トラ」
本名 - 進龍（ジン・ロン）
国籍：中国
年齢：26 → 31〜
身長：179cm（181cm）→ 179cm（181cm）
体重：71kg（74kg）→ 70kg（78kg）
声 - 堀川亮（『1』、『2』）、置鮎龍太郎（『3』、『ex』）、坂東尚樹（『4』）
元暗殺者で中国国籍を持つ虎の獣人。武術の達人であり、ウリコの師匠でもある。獣人同士の共鳴により我を失って暴走してしまう特異体質で、それを押さえ込むために呪術的な封環を両手足につけている。そのことで妹を失っており、それが強いトラウマになっている。『ブラッディロア ハドソン公式ガイドブック』で語られたサイドストーリーによれば、ロンはタイロン社に雇われて大神勇二を拉致した実行犯であり、その護送中にロン自身の父と再会した際に、自身の暴走により父も、大神勇二も殺害してしまう。ユーゴともガドウとも因縁があり、『1』においては物語の中心的な位置にいるはずであるが、その因縁がゲーム中で語られることはなかった。
『2』では母を誘拐されたウリコを導き、己のクローンであるシェンロンとの対決という役回りを演じる。
『3』以降は獣人たちのために生きていこうとし、ユーゴたちの良き理解者となっている。
変幻自在のサークルコンボ「心意六合拳」の使い手。一発の威力もあり、連携技が豊富。
登場作品：『1』『2』『3』『extreme』『4』、『4』では隠しキャラクター
ガドウ「ライオン」
本名 - アラン・ガドウ
国籍：フランス
年齢：43 → 48〜
身長：187cm（188cm）→ 194cm（190cm）
体重：80kg（83kg）→ 105kg（108kg）
声 - クリス・ウェルズ（『3』、『ex』）、大塚明夫（『4』）
伝説の傭兵と呼ばれるフランス人。ユーゴの父、大神勇二とは同じ傭兵部隊に属する戦友だった。『1』の時点では戦場にしか生きる場所が無い生粋の傭兵だったが、『2』以降ではかなり丸くなり、勇吾たちを見守るような立ち位置にいる。現在は国連の弁務官として獣人と人間の融和の為に尽力している。マーベルの養父であり、女スパイのジェニーとは浅からぬ因縁があるらしい。
動作は遅いが、一発の威力はトップクラス。連携技はバリエーションに乏しい。
登場作品『1』『2』『3』『extreme』『4』、『2』では隠しキャラクター
バクリュウ/爆龍（初代）「モグラ」→コウリュウ/鋼龍「アイアンモール」
本名 - 加東竜三（かとう りゅうぞう）
国籍：日本
年齢：??
身長：153cm（151cm）
体重：53kg（57kg）
声 - 立木文彦（『1』）、青野武（『3』以降）
日本の伝統ある忍術「加東流忍術」の継承者。獣人の力を手に入れるべく、自らタイロン社の傘下に降り、モグラ獣人の力を手に入れてからは、タイロン社の尖兵として誘拐や暗殺の任務を行った。しかし結局、竜三は人造獣人の実験体として利用されていたに過ぎず、改造の影響によって細胞崩壊を起こしてしまい死亡する。また、タイロン社に所属していた同時期に、孤児である少年（大神翔）を2代目バクリュウとして育て上げた。
竜三の死亡後（『3』）、壊滅したタイロン社の一部門に当たる「ユンチー・マニファクチュアリング」によって、わずかに残った竜三の液状組織を最新兵器であるアイアンモールに組み込まれた。しかし、完成したメカ忍者の「コウリュウ」は、紋章事件の際に自分の意識を持って社より脱走。独自の行動に移り始める。
人間形態・獣化形態の両方において、スピードと技を重点に置いた連携が特徴。『3』以降における驚愕の復活時には、2代目バクリュウを強化したステータスとなっており、さらには2代目に無いオリジナル技や追加技もある。『ex』以降では飛び道具（ロケットパンチ）まで備わった。
登場作品：初登場は『1』。『3』以降は、隠しキャラクターのコウリュウとして登場。
フォックス「キツネ」
本名 - ハンス・ターブマン
国籍：イギリス
年齢：22
身長：186cm（190cm）
体重：65kg（65kg）
声 - Samantha Vega
初代バクリュウと同様にタイロン社の尖兵として殺人や誘拐などの任務をしている。美形のナルシストで、相手を切り裂くことを生きがいとする人造獣人。
連携技が多く、蹴り技でのラッシュもかかりやすい。後述のジェニーに一部の技が引き継がれており、『2』以降には登場していない。
登場作品：『1』
ミツコ「イノシシ」
本名 - 野々村光子（ののむら みつこ）
国籍：日本
年齢：39〜
身長：182cm（183cm）
体重：81kg（89kg）
声 - 水原リン
ウリコの母。自称、平凡な主婦だが、とてもそうには見えない程、筋肉体質。娘が誘拐されたときに獣化能力に目覚め、娘を救うためにタイロン社に殴り込む。
パワフルな闘い方が特徴。そのスタイルは後述のスタンにほとんど引き継がれ、『2』以降にはプレイヤーキャラとしては登場していない（一部のストーリーには登場する）。
登場作品：『1』
グレッグ「ゴリラ」
本名 - グレゴリー・ジョーンズ
国籍：アメリカ
年齢：35〜
身長：197cm（203cm）
体重：110kg（130kg）
声 - Scott McCulloch
獣人だけのサーカス団を作ろうとしていたゴリラの獣人。大胆かつ派手な投げ技を得意とする。『2』以降には登場していない。
登場作品：『1』
ウリコ「ワーキマイラ → ネコ（ハーフビースト）」
本名 - 野々村宇理子（ののむら うりこ）
国籍：日本
年齢：15
身長：150cm
体重：41kg
声 - 大野まりな（『3』、『ex』）、浜野ゆうき（『4』）
『1』では最終ボスとして登場。『2』からプレイヤーキャラクターになった。本来ならばイノシシに獣化するはずだったが、タイロン社によって捕らわれ、最強の人造獣人「ワーキマイラ」へと改造されてしまい暴走するが、ユーゴやアリスたちの活躍によって助け出され、母親であるミツコとも再会する。
『2』では普通の女子学生として暮らしていたが、母親のミツコが獣人解放戦線に連れ去られ、不完全な改造の影響で猫に近い半獣人の姿になってしまった。母を助けるべくロンに半ば強引に弟子入りし、彼を老師と呼び心意六合拳を覚える。ただし、見よう見まねで覚えたために、かなり正式な型から外れており、六合鳳輪式（ろくごうほうりんしき）という型になっている。
解放戦線事件後も、様々な事件に気まぐれや偶然から関わっており、色々と引っ掻き回している。
精神年齢が実年齢よりも低いようで、性格も猫のように気まぐれでお調子者である。ロンに比べて、蹴り技の方に特化しており、動作も早め。
登場作品:『1』『2』『3』『extreme』『4』

### 『2』より登場
スタン「インセクト」
本名 - スティーブン・ゴールドバーグ
国籍：アメリカ
年齢：35 → 36〜
身長：186cm（190cm）→ 190cm（190cm）
体重：90kg（100kg）→ 120kg（130kg）
声 - グレッグ・デイル（『3』、『ex』）、大川透（『4』）
愛称は「スタン」。優秀な科学者で、表向きでは有名な製薬会社であったタイロン社に入社していた。正義感が強く、同僚であったブスジマの違法行為を知り告訴しようとした所を捕らわれ、ブスジマによって人間や動物とは大きくかけ離れた昆虫の人造獣人へと改造され、外見は人型の昆虫（カブトムシ）のようなものとなってしまった。その影響によって常に苦痛に苛まれ、健康な人間のホルモンを体内に服用しなければ生きられない身体になったスタンは、ガドウに喧嘩を吹っかけられたのをきっかけに、ブスジマへの復讐を誓い、彼が陰で操っていた獣人解放戦線の壊滅に一役買う。
『3』では、人々を苦しめる悪人たちから血を吸い続けることで生き続けているが、『紋章』の出現により更なる苦痛に苛まれており、それをジェニーに利用され、操り人形に近い形で紋章事件に関わることになる。しかし、シオンを倒した後に、『石版』の力によって暴走し、一度死亡することになった。
『ex』では、獣人王国の研究員たちによって、以前よりも安定した状態で蘇生され、量産獣人計画のデータ採取のため、トーナメントに参戦させられるが、戦いの中で記憶を取り戻し、獣人王国に反逆する。
いつ暴走してしまうか分からない自らの不安定な身体を何とかするために、解決方法を一人模索している。異形の見た目から凶暴そうに見えるが、実際は温厚で心優しい性格の持ち主。
多彩な投げ技を持つ重量級キャラクター。『1』のグレッグや光子から一部の技を引き継いでいる。スピードは遅いものの、後述の防御力の高さで粘り強く闘える。また、獣化後は体格が大型化して非常に強固な防御力を誇り、体重も大幅に重くなるという特徴がある。移動速度、回避力、技の作が鈍重で、コンボが貧弱のが短所。
登場作品：『2』『3』『extreme』『4』
マーベル「ヒョウ」
本名 - ジャンヌ・ガドウ
国籍：フランス
年齢：19 → 20〜
身長：167cm（170cm）→ 171cm（174cm）
体重：60kg（62kg）→ 61kg（63kg）
声 - ビアンカ・アレン（『3』）、ルミコ・バーンズ（『ex』）、田中敦子（『4』）
「マーベル」は傭兵時代の通称。幼い頃に、実の両親を失い孤児院で暮らしていたが、たまたま孤児院に訪れたガドウに懐いたのがきっかけで、彼の娘として育てられる。獣人解放戦線が活動していたころ、行方不明になった父、ガドウが解放戦線のリーダーではないかという疑いが持ち上がる。マーベルは真相を突き止めるべく、単身で獣人解放戦線に戦いを挑む。しかし、全てが誤解であることを知ったマーベルはガドウと和解し、共に解放戦線殲滅のために戦う。
『3』の紋章事件の際には、某大国が立案した秘密作戦『眼と鉤爪作戦』への参加を依頼され、先遣隊に参加するも、軍の身勝手すぎるやり方に嫌気が差し、傭兵を辞めて地雷処理屋に転業する。
『ex』の獣人格闘トーナメントの際には、幼馴染であったクロノスが生きているのをユーゴから聞かされ、真意を確かめるべくトーナメントに参戦する。
単発、連携共にパワーがあり、コンボのダメージは強力。基本スタイルはガドウと同じだが、動作も速く、連携技も豊富。全体的には非常にバランスがとれている。
登場作品：『2』『3』『extreme』『4』、『4』は隠しキャラクターとして登場
ジェニー「コウモリ」
本名 - ジェニー・バートリー
国籍：??
年齢：38〜
身長：170cm（173cm）
体重：52kg（50kg）
声 - キンバリー・フォーサイス（『3』）、ドナ・バーク（『ex』）、児玉孝子（『4』）
全世界を股にかけて活動する女スパイ。その経歴の総ては全く不明となっている。吸血鬼の一族の末裔という説も存在するが、これも真偽は不明である。
連携技が多く、蹴り技でのラッシュがかかりやすい。しかも、獣化後はコウモリの飛行能力によって空中からの奇襲攻撃が可能になる上、動作もより俊敏になる。ただし、獣化前・獣化後に拘らず技には若干癖があるため、操作しにくい点も存在する。エキセントリックな技が大半を占めているのもこのためである。
登場作品：『2』『3』『extreme』『4』
ブスジマ「カメレオン」
本名 - 毒島一（ぶすじま はじめ）
国籍：日本
年齢：35〜
身長：191cm（197cm）
体重：67kg（74kg）
声 - 田中和実（『2』、『3』、『ex』）、樫井笙人（『4』）
タイロン社に所属するマッドサイエンティスト。幼い自分を可愛がってくれた大切な祖母の死を目の当たりにし、「死」こそがこの世の悲しみの元凶であると判断し「老いも死も無くなれば皆幸せになれるのでは?」という歪んだ考え方から不老不死の生物に関する研究を始め、これが元となって一流の天才科学者として認められ今に至る。頭脳は秀逸だが、人格は破綻をきたすほど歪んでおり、しかも幼稚さがかなり目立つ。ロンのクローンとしてシェンロンを生み出す、スタンを改造する、カケル（二代目バクリュウ）を洗脳するなど悪行には事欠かないが、一方でシェンロンに顎で使われたり、エンディングにおいて袋叩きに遭ったりしている。
格闘スタイルは対戦相手を愚弄するような卑怯なケンカスタイル。いずれの技もトリッキーで相手を侮辱するようなものが多い。また、連携技はかなり多く、それも強力なものが多い。さらに、獣化時はカメレオンの擬態能力を利用して透明化して戦うことも可能。
登場作品：『2』『3』『extreme』『4』
バクリュウ/爆龍（2代目）「モグラ」
本名 - 大神翔（おおがみ かける）
国籍：日本
年齢：14 → 15〜
身長：149cm（149cm）→ 167cm（165cm）
体重：42kg（52kg）→ 55kg（65kg）
声 - 新山志保（『2』）、野田順子（『3』、『ex』）、石田彰（『4』）
『1』の時点ではタイロン社の施設にいた孤児で、加東竜三（初代バクリュウ）によって2代目バクリュウとなる。その後、ユーゴの手によってタイロン社から救出され、ユーゴの養子となる。
しかし『2』では、ブスジマによって誘拐され、洗脳によって冷酷な暗殺者となってしまった。ユーゴらの尽力によって洗脳から解放され、その後は「WOC」の幹部として人類と獣人の融和に心血を注ぐ。
参戦自体は『2』から。格闘スタイルは前述のバクリュウ（初代）を参照。
登場作品：『2』『3』『extreme』『4』
シェンロン/深龍「トラ」
国籍：??
年齢：31〜
身長：179cm（181cm）
体重：73kg（81kg）
声 - ビル・サリバン（『3』、『ex』）、浜田賢二（『4』）
『2』では獣人解放戦線の首領で、その圧倒的なカリスマと力で組織をまとめていたが、自分に従わない獣人さえも解放戦線の敵として認識する冷酷非道な男。しかしその正体は、かつてタイロン社に所属していたロンのDNAを元に製作されたクローン獣人で、製作は元タイロン社の研究員であるブスジマが行い、シェンロン自身は、人体実験がやり易くなるよう、ブスジマによって利用されていたに過ぎなかった。
自身の出生の秘密をブスジマ自身やガドウに突きつけられ、錯乱状態に陥ったシェンロンは最後、自身のオリジナルであるロンと対決し、炎の中へと消えていった。
『3』においては見た目がアウトロー風に変わり、それまでの記憶を失った状態で再登場を果たした。
『ex』では、ある出来事を切っ掛けに、気まぐれに近い形で獣人格闘トーナメントに参加した。
『2』では暴虐の限りを尽くす典型的な悪役で、外見もロンとほとんど変わらなかったが、『3』以降は髪形を短髪のオールバックにしたアウトロー風の外見になり、周辺の小悪党たちをまとめる存在となっている。
基本戦闘スタイルはロンと同じであるが、『3』以降は一部のビーストドライブや技が異なり、独自のアレンジが加えられた六合蛇輪式（ろくごうじゃりんしき）の心意六合拳を駆使する。ロンに比べると、ガードブレイク技が多いが、スキがやや大きい。
登場作品：『2』『3』『extreme』『4』、『2』では隠しキャラクター

### 『3』より登場
シオン「生まれ得ざるもの」
国籍：スウェーデン
年齢：22〜
身長：173cm（175cm）
体重：56kg（65kg）
声 - ジョン・ヌーゾー（『3』、『ex』）、真殿光昭（『4』）
『3』で最終ボスとして初登場。
生まれ得ざる者という正体不明の獣人。その目的は不明。
『4』の凪のアーケードモードでは凪との戦闘で敗北するも、凪自身にガイアなる者が憑依してしまう。
シオンのストーリーでは凪を利用し、リョウホウたちを襲撃する。
性能面では、発生の早いパンチとリーチの長いキックを活かした攻めが特徴。獣化するとさらに攻撃のリーチが延びる。
登場作品：『3』『extreme』『4』
ウラヌス「キマイラ」
国籍：??
年齢：25〜
身長：165cm（???cm）
体重：53kg（??kg）
声 - 藤巻恵理子（『3』、『ex』、『4』）、ドナ・バーク（『4』〈海外版〉）
セクシーな声と、妖艶なポーズが特徴の、全てが謎に包まれたムチプリのボンデージ美女。『1』の最終ボスであるウリコと同じ獣化姿を持つ。全員の中で圧倒的なダッシュスピードや強力な連携技など、脅威的な強さを誇るが、獣化するとコマンド技以外のP技・K技が出せなくなり、通常のP技・K技を出した瞬間、即獣化が解除される。そのため人間時の方がむしろ強い。なお、『3』では超獣化してもやはり通常のP技・K技が出せないために（コマンド技のみ使用可）、超獣化自体に意味がなかったが、『ex』以降では人間時での姿のままの超獣化になっている。隠しキャラクターであり、『3』のアーケード版では使用できない。
登場作品：『3（家庭用版のみ）』『extreme』『4』

### 『extreme』より登場
クロノス「ペンギン（フェニックス）」
本名 - クロノス・オーマ
国籍：??
年齢：19〜
身長：169cm（???cm）
体重：59kg（??kg）
声 - 坪井智浩
獣人王国王位継承者。父に子供の頃のことを知らされず、服装には四肢のいたる所に計測用のセンサーがついており、実験体扱いされている。自らのことを知るために、獣人トーナメントに出場する。獣人たちが差別なく暮らしていける世の中を心から願う。礼儀正しく、穏やかで、やや緊迫感に欠けた一面があるが、超獣化した時は自己を見失うほどの力を秘めている。マーベルとは幼馴染。
獣化後は攻撃のリーチが極端に短くなるが、上段攻撃があたらなくなるというメリットがある。超獣化後は技がガラリと変わり、飛行が可能になる。
登場作品：『extreme』
ガネーシャ「ゾウ」
本名 - ゴラン・ドラァン
声 - 飯塚昭三
元々国王の側近でクロノスの御目付け役。獣人ではない人間に対して嫌悪感を抱いている。かけがえのない子供たちの命を、暴走したクロノスによって奪われたことにより、クロノスと戦うためトーナメントに参加する。完全に投げ技が主体となっており、獣化後は鼻を使った攻撃で、遠距離からも投げが狙える。
登場作品：『extreme』
ファング「オオカミ」
本名 - 月神雄牙（つきがみ ゆうが）
声 - 関口英司
漫画『ブラッディロア ザ・ファング』からのゲストキャラクター。詳細な設定は下記#コミック『ザ・ファング』の登場人物を参照。
登場作品：『extreme』隠しキャラクター

### 『4』より登場
ナギ「似て非なるもの（半獣人）」
本名 - 桐島凪（きりしま なぎ）
国籍：日本
年齢：18〜
身長：164cm（164cm）
体重：48kg（62kg）
声 - 高森奈緒
似て非なる者という正体不明の女性。髪は栗色のセミロング。服装は黒のジャケットとミニスカート。白いブラトップといった露出度の高い格好をしている。
『ブラッディロア3』の紋章事件の際、生まれ得ざる者（シオン）を再淘汰すべくガイアにより生まれ得ざる者を模して創り出された存在「似て非なるもの」を身体に宿す。
勇吾たちが事件を解決したため一年間その力は眠ったままだったが、再び「生まれ得ざる者」と化したシオンに殺されかけたことを境に獣化の力が覚醒した。自らの獣化の秘密を知るべく、シオンを捜す旅に出た。
登場作品：『4』
レイジ「カラス」
国籍：日本
年齢：19〜
身長：174cm（172cm）
体重：62kg（70kg）
本名 - 滝川澪爾（たきがわ れいじ）
声 - 鈴木正和
鴉の獣人。短気で好戦的な性格。短い銀髪と腕及び胸の刺青が特徴的な青年。山奥に佇む寺院に「八咫鴉」四家衆と呼ばれる僧兵たちがおり、その家系は代々鴉獣人の力を継承しており、そして成人を迎えて後継者として認められるまでは獣化の力は封印されていた。しかし、その長家の嫡男にあたる澪爾の封印が、『ブラッディロア3』の紋章事件の影響により成人の儀を待たずに解けてしまう。元々内に強い破壊衝動を持っていた彼は封印が解けたことにより四家衆の一人である父親を殺害し、寺院を抜け出すが、その際に本堂で目撃した白い獣人や四家衆の残りを倒すことで自らの強さを証明しようとその力を付けるべく、手当たり次第に自分より強い獣人たちを手にかけ始める。
登場作品：『4』
マナ「九尾の狐（不完全の為、尾は1本）」
本名 - 神城眞那（かみしろ まな）
声 - 小暮英麻

登場作品：『4』
リョウホウ/陵鳳「ドラゴン」
本名 - 真紫 羅緒（まむらさき らお）
国籍：日本
年齢：37〜
身長：191cm（???cm）
体重：107kg（??kg）
声 - 楠見尚巳
登場作品：『4』

### コミック『ザ・ファング』の登場人物
ここでは本作のスピンオフコミックである『ブラッディロア ザ・ファング』の登場人物について記す。
ファング「狼」
ファングは通り名で本名は「月神雄牙（つきがみゆうが）」。獣人の謎を知るために仲間を探す青年。普段の職業はジャーナリストで、太龍市の猟奇殺人事件を通して真白と知り合う。
月夜の晩に獣化すると狼の凶暴性が増し驚異的な戦闘力を誇る。
兎羽 真白（とば ましろ）「兎」
猟奇殺人事件を通して自分が兎の獣人であることを知った女子高生。ファングの事務所に出入りし、獣人が絡む事件に関わりを深めていくようになる。最初の頃は獣化のコントロールができなかったが、事件を通してコントロールできるようになる。アキノとは大の親友。
早川アキノ（はやかわ アキノ）「猫」
担任教師である葉芝の人体実験に使われ、薬の力で獣化した女子高生。真白たちに助けられた後に病院で入院していたが、真白が雄牙との調査に熱中していることに嫉妬しタイロンに身を委ねて真白の敵に回る。タイロンで製造された獣化の薬で猫の半獣人化をする。
葉芝（はしば）「狐」
真白とアキノが通っている高校の教育実習生だが、裏の顔はタイロンの幹部で、教え子たちに薬物による獣化の実験を行う。ファングに現場を押さえられ殴り飛ばされたが逃走し、タイロンに戻り研究主任として獣人を軍事利用するための研究に再び着手する。だがそれは表向きの顔で、真の目的は「神の肉片」を利用し「荒ぶる神」を復活させることにあった。
レオンクロイツ「獅子」
双葉山で真白を助けた雄獅子の獣人。最初は「獣面の男（ライオンヘッド）」と自称し真白たちと関わりを避けていた。タイロンから奪い返した四神の秘宝を守るため、真白たちと合流を果たす。元タイロンの幹部であり研究員であったが、自らの過ちに気付きタイロンと敵対する。戦いの末に獣化の薬の過剰摂取の果てに、常時獣化状態となり二度と人の姿に戻れない状態になってしまった。
碧（アヲイ）「人魚」
ファングが雨の中怪しい男たちから助けた少女。
玄武の男「玄武」
「荒ぶる神の瞳」を守っていた四神の一人。北方を守護する四神「玄武」の末裔の獣人。タイロンの魔の手から「荒ぶる神の肉片」の一つを守っていたが、意思を奪われタイロンの手に落ち命令通りに動く傀儡に成り果ててしまった。力任せの戦いをするが、意思を奪われているため本来の力を出すことができなくなっている模様。人間の姿は坊主頭の成人男性で「玄武の社」の神主だった。
コクウ「黒い朱雀」
「荒ぶる神の爪」を守る鳥の獣人。シュオウに匹敵する剣術の達人。秘宝を守るためなら女子供だろうと躊躇なく殺す残忍で冷酷な男。
シュオウ「朱雀」
「荒ぶる神の爪」を守る四神の一人。南方を守護する四神「朱雀」の末裔の獣人。老齢であるが凄まじい剣撃を使いこなす剣術の達人で日本刀を武器とする。
ヤト「青龍」
「荒ぶる神の尾」を守る四神の一人。東方を守護する四神「青龍」の末裔の獣人。両親を早くに亡くし、使命と孤独の中で生きる少女。二刀流の小太刀の使い手。
シラクモ「白虎」
「荒ぶる神の牙」を守る四神の一人。西方の守護する四神「白虎」の末裔で四神最強の獣人。保育園で園児たちに優しい笑顔を向ける影には、実父に四神としてしか愛されなかった孤独の過去を持つ。真白との確執で孤独となったアキノの力になることを誓う。
アラシ「猿」
モモの双子の弟。棒術の使い手。姉と同調することによって獣化することができる。
モモ
アラシの双子の姉。弟と同調することによって獣化することができる。
黄龍〈四神を束ねる者〉
五つ目の「神の肉片」「荒ぶる神の心臓」を守っていた。
オオアギトノマガミ〈大顎真神〉
古代の暗黒獣『神』。神代の時代、「獣の姿を持つ神々」を追いやった「人の姿を持つ神々」に復讐しようとし、賛同しない神々を喰らい殺しまくり力をつけたが、その暴挙を止めるために現れた四神との七日七晩の死闘の末に討たれた荒ぶる神。その肉体は火を放ち焼き捨てようとするも、五つの肉片が焼けずに這い出て四方に逃げようとするが四神にたちまち捕まり、逃げないように結界をはりその肉片は四神の末裔によって守護されてきた。元は「狼」を司る小さな神であったが、力を欲する余り、他の神を喰らいその力を我が物する「喰う」力を宿してしまう。他の神々を喰らい続け恐るべき妖神へと変貌してしまう。後に葉芝が自らの肉体に五つの肉片を移植しこの世に復活する。

## デバッグモード
初回プレス版の『3』において、ポーズやパーツを自在に操ることが出来るデバッグモードが発見され、各キャラクターをポージングした画像が一部サイトに掲載された。このため、後期出荷版（ベスト版も含む）では修正され、通常のプレイでは実行できなくなっている。
後期出荷版『3』、および続編の『4』では、通常のプレイでデバッグモードに入ることはできないが、PARを使用すればデバッグモードに入ることができる。

## 関連書籍
- 『ブラッディロア ハドソン公式パーフェクトガイド』 ISBN 408108064X
- 『BLOODY ROAR 2-BRINGER OF THE NEW AGE-超獣進化論』 ISBN 4087790134
- 『ブラッディロア3』 ISBN 4087790983
- 『ブラッディロアエクストリーム』 ISBN 4087791645
- 『ブラッディロア ザ・ファング』 （漫画：丸山トモヲ 協力：ハドソン 全2巻）月刊少年ジャンプ連載 集英社 ジャンプ・コミックス ISBN 4088731778、ISBN 4088732677
  - 獣人が活躍するという基本要素を除けば、ストーリー展開や登場人物などは独自のもので、ゲーム本編の設定とは直接関連がない。主人公のファングは『ブラッディロア エクストリーム』にゲスト出演している。
- 『ブラッディロア ザ・ファング スペシャル版』（幻冬舎コミックス） ISBN 4344814843
  - 2008年11月22日に出版社を移して再刊されたもの。上記『ザ・ファング』の単行本2巻分と、『エクストリーム』攻略本に掲載された短編「獣人王国編」を全てまとめて収録したもので、400ページ超のボリュームとなっている。